# L'Amour à la une
Pour plus de détails, voir Fiche technique et Distribution.
L'Amour à la une (The Lost Valentine) est un téléfilm américain réalisé par Darnell Martin, diffusé le 30 janvier 2011 aux États-Unis.

## Synopsis
Tous les ans, le 14 février, Caroline Thomas retourne à la gare où elle a dit « au revoir » à Neil, l’amour de sa vie, 65 ans plus tôt en 1943. À l’époque, Caroline était enceinte d’un petit garçon. Mais le lieutenant Neil ne le connaîtra jamais, son avion ayant été porté disparu au-dessus du Pacifique. Susan Allison, journaliste pour la télévision, est chargée d’interviewer la veuve du pilote de l’aéronavale. Peu enthousiaste au début à l’idée de ce reportage, elle se lie d’amitié avec Caroline et essaie finalement de savoir ce qui est réellement arrivé au lieutenant Neil. Elle tombe amoureuse de Lucas, le petit-fils de la veuve de guerre. Dépassant ses prérogatives, au risque de perdre son emploi, elle met tout en œuvre pour retrouver la dernière personne à avoir vu Neil vivant. Grâce à Andrew, son petit ami photographe, elle retrouve Morang, un Philippin qui avait sauvé le lieutenant à l’époque et qui indiquera à Caroline où est enterré Neil Thomas.

## Fiche technique
Sauf mention contraire, cette fiche technique est établie à partir d'IMDb.
- Réalisateur : Darnell Martin
- Scénaristes : Maryann Redini Spencer et Barton Taney, d'après le roman The Lost Valentine de James Michael Pratt (en)
- Producteurs : Jennifer Love Hewitt, Barbara Gangi, Andrew Gottlieb, Ken Atchity, Chi-Li Wong, Maryann Redini Spencer
- Pays d'origine : États-Unis
- Langue : anglais

## Distribution
- Betty White (VF : Régine Blaess) : Caroline Thomas
- Jennifer Love Hewitt (VF : Sophie Arthuys) : Susan Allison
- Sean Faris (VF : Donald Reignoux) : Lucas Thomas
- Billy Magnussen (VF : Mathias Kozlowski) : Neil Thomas
- Gil Gerard : Neil Thomas Jr.
- Will Chase (VF : Jérémy Prévost) : Andrew Hawthorne
- Nadia Dajani (VF : Ivana Coppola) : Julie Oliver
- Mike Pniewski (VF : Pascal Casanova) : Craig Warren
- Meghann Fahy (VF : Delphine Rivière) : Caroline jeune